# Johanna Lindborg
Sara Johanna Lindborg (Helsingborg, 8 luglio 1998) è una lottatrice svedese, specializzata nella lotta libera.

## Biografia
Ha rappresentato la Svezia ai Giochi olimpici estivi di Parigi 2024, dove è stata eliminata agli ottavi dalla bulgaria Biljana Dudova nel torneo dei -62 kg.

## Palmarès
- Europei

Roma 2020: bronzo nei 57 kg.
- Campionati nordici

Västerås 2018: oro nei 57 kg.